# Iowa Pacific Holdings

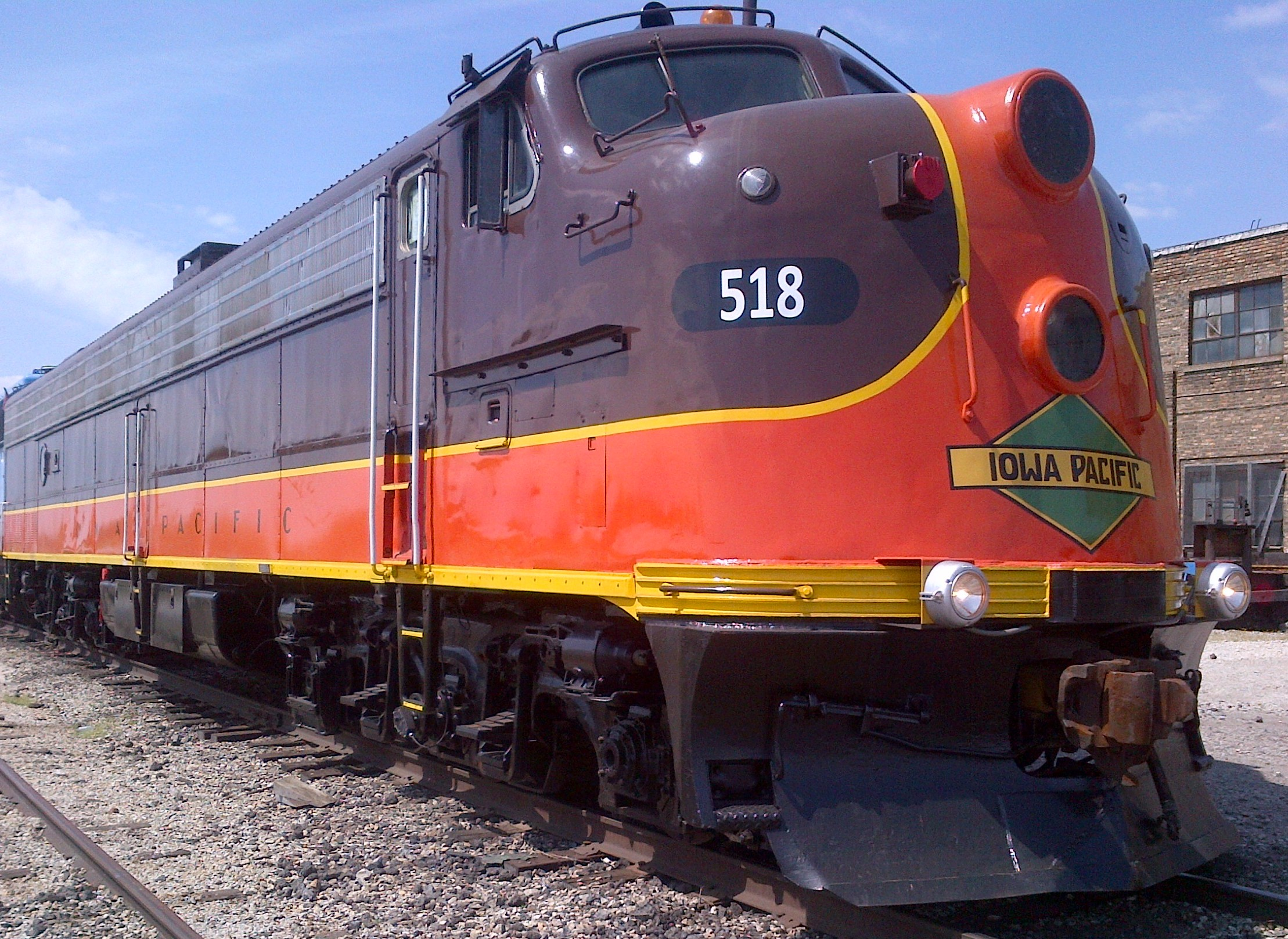
EMD E8 mit dem Logo der Gesellschaft

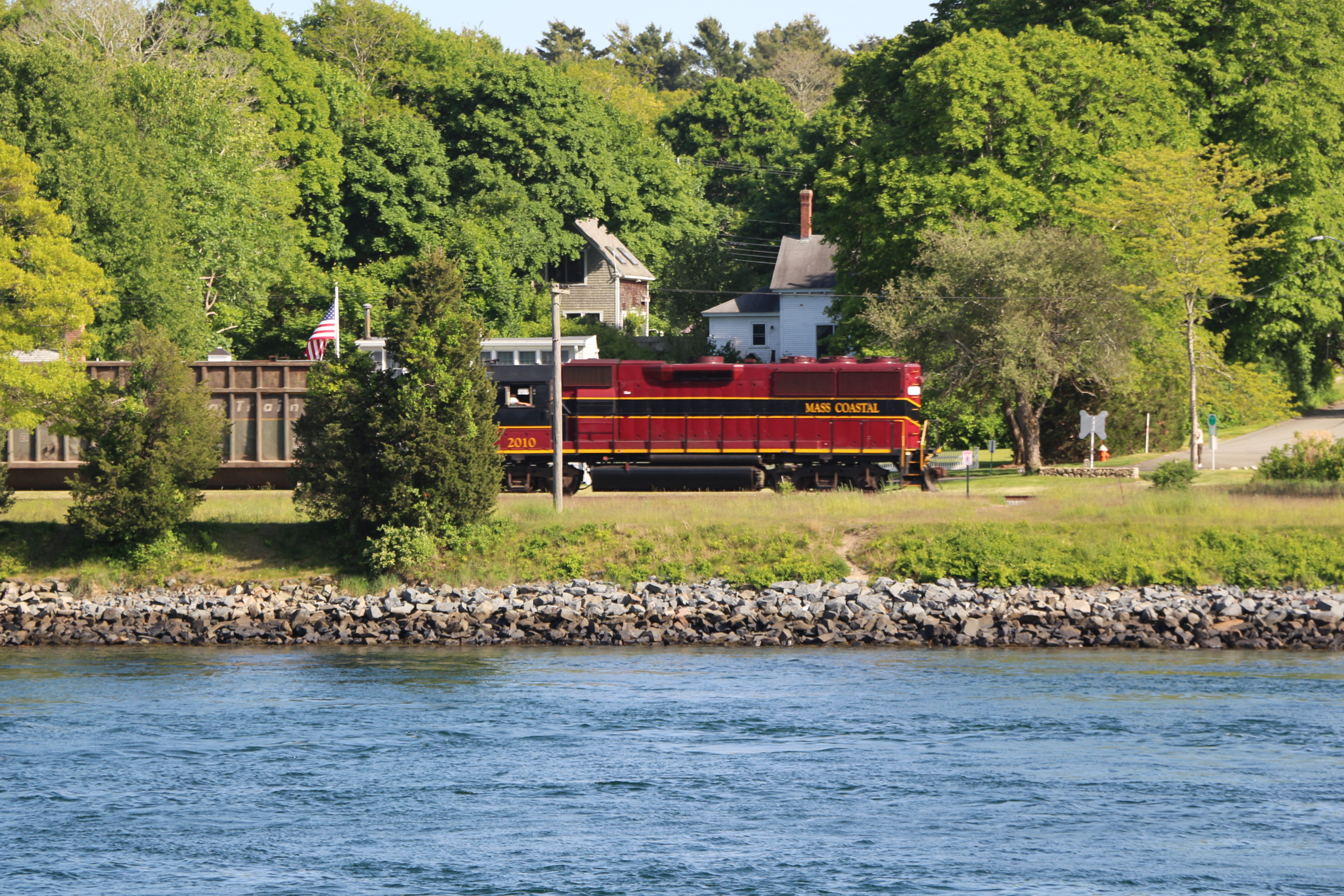
Zug der Massachusetts Coastal Railroad

Die Iowa Pacific Holdings (IPH) ist ein amerikanisches Holdingunternehmen im Schienenverkehr. Es wurde 2001 auf Initiative des früheren Vizepräsidenten von Amtrak Ed Ellis gegründet und hat seitdem eine Reihe von kleinen Eisenbahngesellschaften (englisch shortlines) aufgekauft und betreibt Güter- und Personenverkehr.

## Geschichte
2002 wurde die Permian Basin Railways gegründet. Das Unternehmen fungiert als Muttergesellschaft für alle Güterverkehrsaktivitäten der Gesellschaft. Im gleichen Jahr erfolgte der Erwerb der Austin Railroad (Texas – New Mexico Railroad) und die Pacht der West Texas und Lubbock Railway von RailAmerica. 2004 erfolgte der Kauf der Arizona Eastern Railway und der West Texas und Lubbock Railway von RailAmerica, 2005 der San Luis and Rio Grande Railroad, 2006 der Chicago Terminal Railroad und 2008 der Mount Hood Railroad.
2008 wurden die britischen Bahngesellschaften Dartmoor Railway und Weardale Railway gekauft. Der Betrieb der Gesellschaften erfolgt unter der Bezeichnung British American Railway Services. Seit 2010 werden unter der Bezeichnung Devon and Cornwall Railways (DC Rail) Güterverkehrsleistungen angeboten.
Im folgenden Jahr wurde versucht den Denver Ski Train zu betreiben. Das Vorhaben scheiterte an den notwendigen Versicherungskosten. 2009 beteiligte sich das Unternehmen an der peruanischen Andean Railways, das Personenverkehr nach Machu Picchu ab 2010 anbot. 2016 wurde diese Beteiligung wieder veräußert.
Zum 1. September 2011 erfolgte der Verkauf der Arizona Eastern Railway an die Genesee and Wyoming. Im April 2012 erfolgte die Pacht der Texas State Railroad. Unter dem Namen Rusk, Palestine and Pacific Railroad werden Güterverkehrsleistungen und unter dem Namen Texas State Railroad Ausflugszüge angeboten. Im Mai 2012 wurde auf der früheren Santa Cruz Branch Line der Union Pacific Railroad, inzwischen im Eigentum der Santa Cruz County Regional Transportation Commission, der Güterverkehr durch die Santa Cruz and Monterey Bay Railroad aufgenommen. Im Oktober 2012 wurde die Mehrheit an der Cape Rail Inc. übernommen. Mit der Massachusetts Coastal Railroad werden auf dieser Strecke Güterverkehrsleistungen und mit der Cape Cod Central Railroad Ausflugszüge angeboten.
Nach der Aufarbeitung historischer Reisezugwagen der Pullman Palace Car Company werden seit 2012 durch das Tochterunternehmen Pullman Sleeping Car Company unter der Bezeichnung Pullman Rail Journeys Luxus-Zugreisen in den Vereinigten Staaten angeboten, unter anderem regelmäßig nach Denver und New Orleans.
Im Jahr 2013 geriet das Unternehmen in Zahlungsschwierigkeiten. Im gleichen Jahr wurde mit dem britischen Unternehmen Holtrade das Tochterunternehmen „Holtrade Atlantico“ gegründet, das beabsichtigt Güterverkehrsleistungen in Kolumbien durchzuführen.
2014 erfolgte der Verkauf von 80 % der Unternehmensanteile an Sam Zells Investmentunternehmen Chai Trust Co. LLC und EGI Fund Investors LLC.
Am 18. Mai 2015 wurde der Verkauf der Texas – New Mexico Railroad und der West Texas und Lubbock Railway an die Watco Companies bekanntgegeben. 1. August 2015 wurde der Betrieb auf der Piedmont and Northern Railroad aufgenommen und im September 2015 erhielt die Gesellschaft die Betriebskonzession für die im Eigentum der North Central Mississippi Regional Railroad Authority befindliche Grenada Railroad.
Iowa Pacific stellt vom 2. August 2015 bis zum 28. Februar 2017 das Rollmaterial und das Servicepersonal für den Personenzug Hoosier State Chicago–Indianapolis. Der Betrieb des Zuges erfolgt durch Amtrak.
Die Personenverkehrsaktivitäten werden unter dem Namen „Premier Rail Collection“ vermarktet, unter anderem auch Ausflugszüge (Reno Fun Train, Sierra Scenic) zwischen der Bay Area und Reno (Nevada) als „Key Holidays“
2017/2018 wurden die betriebenen Strecken und Gesellschaften stark reduziert. Im Juli 2017 wurde der Betrieb der Piedmont and Northern Railroad und 2018 der Betrieb der Santa Cruz and Monterey Bay Railway an die Progressive Rail, 2017 der Betrieb der Texas State Railroad an die The Western Group abgegeben und im August 2018 verkaufte die Gesellschaft die Grenada Railroad an International Rail Partners (IRP)
Ab September 2019 mussten für mehrere Unternehmen die Zwangsverwaltung angeordnet werden, da Iowa Pacific Holdings seinen Kreditverpflichtungen nicht nachkam.

## Bahngesellschaften in den Vereinigten Staaten
| Bahngesellschaft (Reporting mark)          | Bundesstaat       | Streckenlänge in Meilen | Betriebsaufnahme | Bemerkung |
| ------------------------------------------ | ----------------- | ----------------------- | ---------------- | --- |
| Chicago Terminal Railway (CTM)             | Illinois          |                         | 2006             | |
| Massachusetts Coastal Railroad (MC)        | Massachusetts     |                         | Oktober 2012     | |
| Mount Hood Railroad (MH)                   | Oregon            | 22                      | 2008             | |
| Rusk, Palestine and Pacific Railroad (RPP) | Texas             | 29,1                    | April 2012       | Pachstrecke der Texas State Railroad, Ausflugsverkehr als Texas State Railroad; Betrieb ab 2017 durch The Western Group |
| San Luis and Rio Grande Railroad (SLRG)    | Colorado          | 149,6                   | Dezember 2005    | Ausflugsbetrieb als Rio Grande Scenic Railroad; Verkauf im November 2022 an die Colorado Pacific Railroad               |
| Santa Cruz and Monterey Bay Railway (SCMB) | Kalifornien       | 32                      | Mai 2012         | Betrieb ab 2018 durch Progressive Rail                                                                                  |
| Saratoga and North Creek Railway (SNC)     | New York          | 57                      | Juli 2011        | ausschließlich Ausflugsverkehr                                                                                          |
| Grenada Railroad (GRYR)                    | Mississippi       | 206                     | September 2015   | Verkauf im August 2018 an International Rail Partners                                                                   |
| Piedmont and Northern Railroad (PNRW)      | North Carolina    | 13,1                    | 1. August 2015   | Betrieb ab Juli 2017 durch Progressive Rail                                                                             |
| Texas – New Mexico Railroad (TNMR)         | Texas, New Mexico |                         | 25. Mai 2002     | Verkauf im Mai 2015 an die Watco Companies                                                                              |
| West Texas and Lubbock Railway (WTLC)      | Texas             |                         | 25. Mai 2002     | Verkauf im Mai 2015 an die Watco Companies                                                                              |
| Arizona Eastern Railway (AZER)             | Arizona           |                         | Dezember 2004    | Verkauf am 1. September 2011 an die Genesee and Wyoming                                                                 |